# Jevhen Budnik
Jevhen Vitalijovyč Budnik (ukrajinsky Євген Віталійович Буднік, v tisku uváděný i jako Jevgen Budnik; * 4. září 1990, Luck, Ukrajinská SSR, Sovětský svaz) je ukrajinský fotbalový útočník, který v současné době působí v klubu FK Vorskla Poltava.

## Klubová kariéra
Na Ukrajině hrál za kluby FK Arsenal Charkov, FK Metalist Charkov a FK Vorskla Poltava.
Koncem ledna 2014 odešel na roční hostovaní do Slovanu Liberec, ve smlouvě byla i opce na případný přestup. Zájem o něj měly i ukrajinské a také ruské kluby. V Gambrinus lize debutoval 23. února 2014 proti FK Mladá Boleslav (remíza 2:2). První gól za Liberec vstřelil 27. února v odvetě šestnáctifinále Evropské ligy 2013/14 v Nizozemsku proti AZ Alkmaar, kde vyrovnával na konečných 1:1. Tento výsledek však Liberci po předchozí porážce 0:1 doma na postup nestačil a s evropskými poháry se rozloučil. V Gambrinus lize nastřádal během jarní části sezony 2013/14 jedenáct startů, branku nedal. Zůstal na hostování i v podzimní části sezóny 2014/15 a v lednu 2015 se vrátil na Ukrajinu.

## Reprezentační kariéra
Budnik reprezentoval Ukrajinu v jednom zápase reprezentačního týmu U21.